# Watermeloen

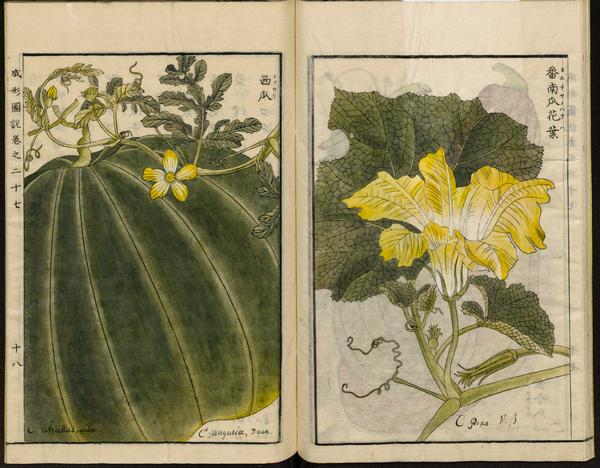
Watermeloen, afbeelding uit de Japanse landbouw-encyclopedie Seikei Zusetsu (1804)

De watermeloen (Citrullus lanatus, synoniem: Citrullus vulgaris) is een eenjarige, eenhuizige plant uit de familie Cucurbitaceae met grote, grijs-groene gelobde bladeren. De bloemen zijn eenslachtig en geel tot wit van kleur. De vruchten, die kunnen variëren in gewicht van 1 tot 50 kg, bevatten vochtig, zoet vruchtvlees. In het vruchtvlees, dat meestal rood is, maar ook wit, roze, geel of oranje kan zijn, zitten de pitten. Het rode vruchtvlees bevat het hoogste gehalte lycopeen van alle rauw geconsumeerde vruchten (indien een tomaat gekookt wordt, bevat deze relatief meer lycopeen).

## Fylogenie

### Oorsprong
De watermeloen is mogelijk afkomstig uit zuidelijk Afrika of uit Soedan. De watermeloen was reeds in China bekend vóór de christelijke kalender, sommigen zeggen 1000 jaar, anderen 4000 jaar vóór Christus.
De eerste watermeloenen werden in Nederland pas geruime tijd na de Tweede Wereldoorlog aangevoerd. In het Midden-Oosten en Azië eet men ze al heel lang. Vooral langs de kust kon men de zware meloenen goed per schip vervoeren.

### Diversiteit
De watermeloen heeft 23.440 genen. Hoewel de moderne meloen in vele vormen, kleuren, samenstellingen en smaken bestaat heeft de meloen een nauwe genetische basis door jarenlange selectie op opbrengst en kwaliteit. Dat blijkt uit genetische vergelijkingen met 20 andere watermeloenvariëteiten die zowel wild als gekweekt zijn en uit onderzoek van cultivar 97103. Met die cultivars is het niet simpel om de soort verder te verbeteren terwijl oudere rassen die diversiteit wel hebben. Dit zal leiden tot moeizaam terugkruisen.

## Kenmerken
Watermeloenen, afkomstig uit Middellandse Zeelanden, zijn donkergroen van kleur en hebben een gewicht van circa 2,5 kg. Bekend zijn de watermeloenen uit Adana in Turkije, waarvan het vruchtvlees roze tot dieprood is en zeer sappig en zoet van smaak, mede door de hoge vruchtbaarheid van de grond in deze streek. De zwarte pitten van de watermeloen bevinden zich niet in een holte zoals bij de andere meloenen, maar liggen ingebed in het vruchtvlees. Er zijn ook pitloze rassen. Uit Amerika worden langgerekte watermeloenen aangevoerd met een gestreepte schil. Er bestaan ook rassen met geel, oranje, roze of wit vruchtvlees. Watermeloenen bestaan voor 95% uit water. Het dorstlessende vermogen is het grootst als de vrucht gekoeld en puur wordt gegeten.

### Niet rond

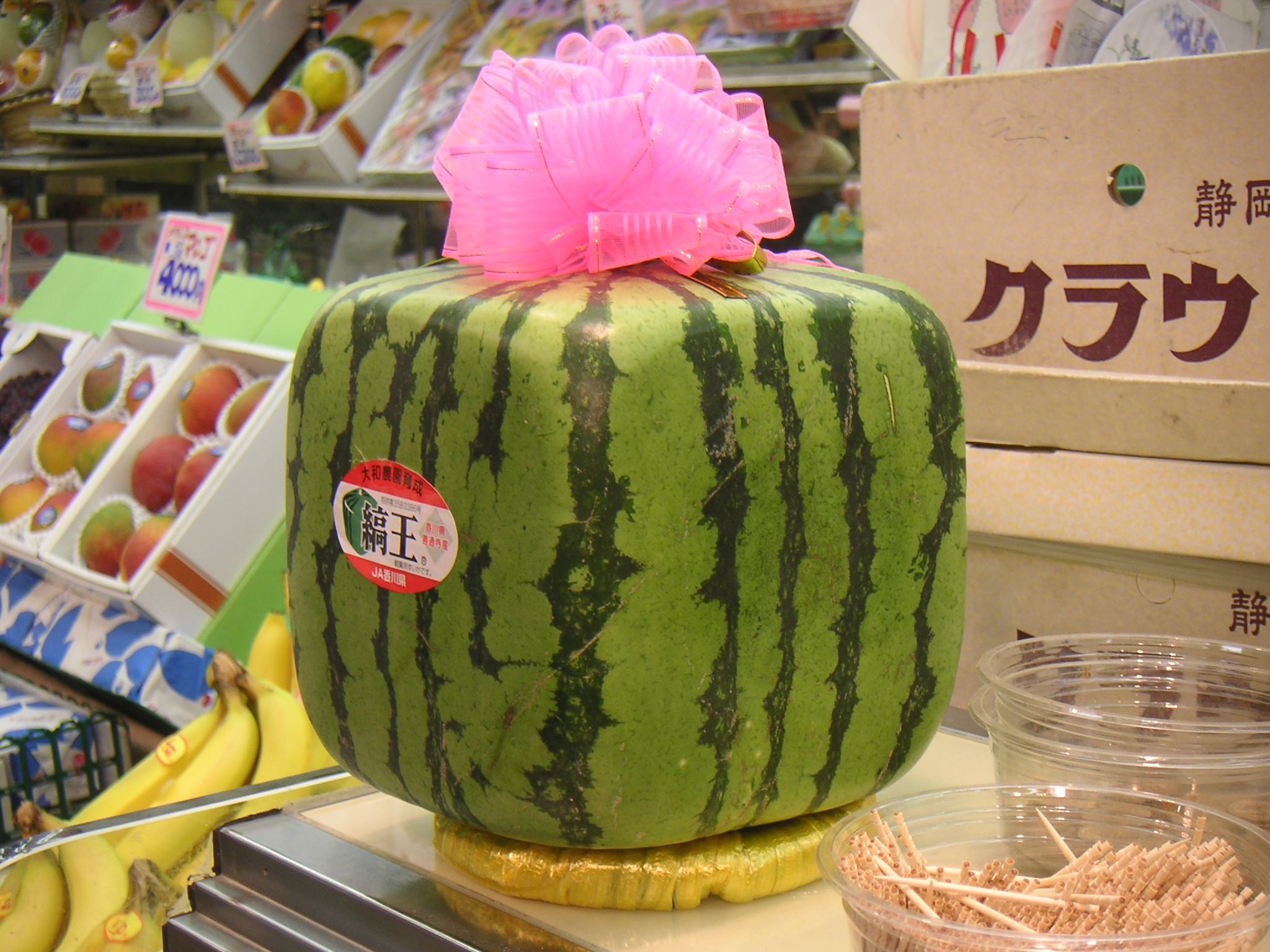
Kubusvormige watermeloen uit Japan

In Japan hebben boeren uit de buurt van Zentsuji een manier gevonden om kubusvormige watermeloenen te kweken. Daarbij worden de meloenen in glazen kubussen gekweekt, waarbij ze een kubusvorm aannemen. Door deze vorm zijn de meloenen gemakkelijker op te slaan en te vervoeren, maar de kubusvormige meloenen zijn meer dan tweemaal zo duur als de normale vorm. Ook een watermeloen in de vorm van een piramide is ontwikkeld.

## Wereldwijde productie
Jaarlijks wordt er wereldwijd ruim 90 miljard kilogram watermeloen verkocht.
| Land             | Productie (ton) |
| ---------------- | --------------- |
| China            | 62.803.768      |
| Iran             | 4.113.711       |
| Turkije          | 4.031.174       |
| India            | 2.520.000       |
| Brazilië         | 2.240.796       |
| Algerije         | 2.095.757       |
| Rusland          | 1.969.954       |
| Oezbekistan      | 1.836.959       |
| Verenigde Staten | 1.771.051       |
| Egypte           | 1.483.255       |
| Mexico           | 1.472.459       |
| Kazachstan       | 1.248.613       |
| Vietnam          | 1.200.104       |
| Spanje           | 1.092.401       |

## Consumptie

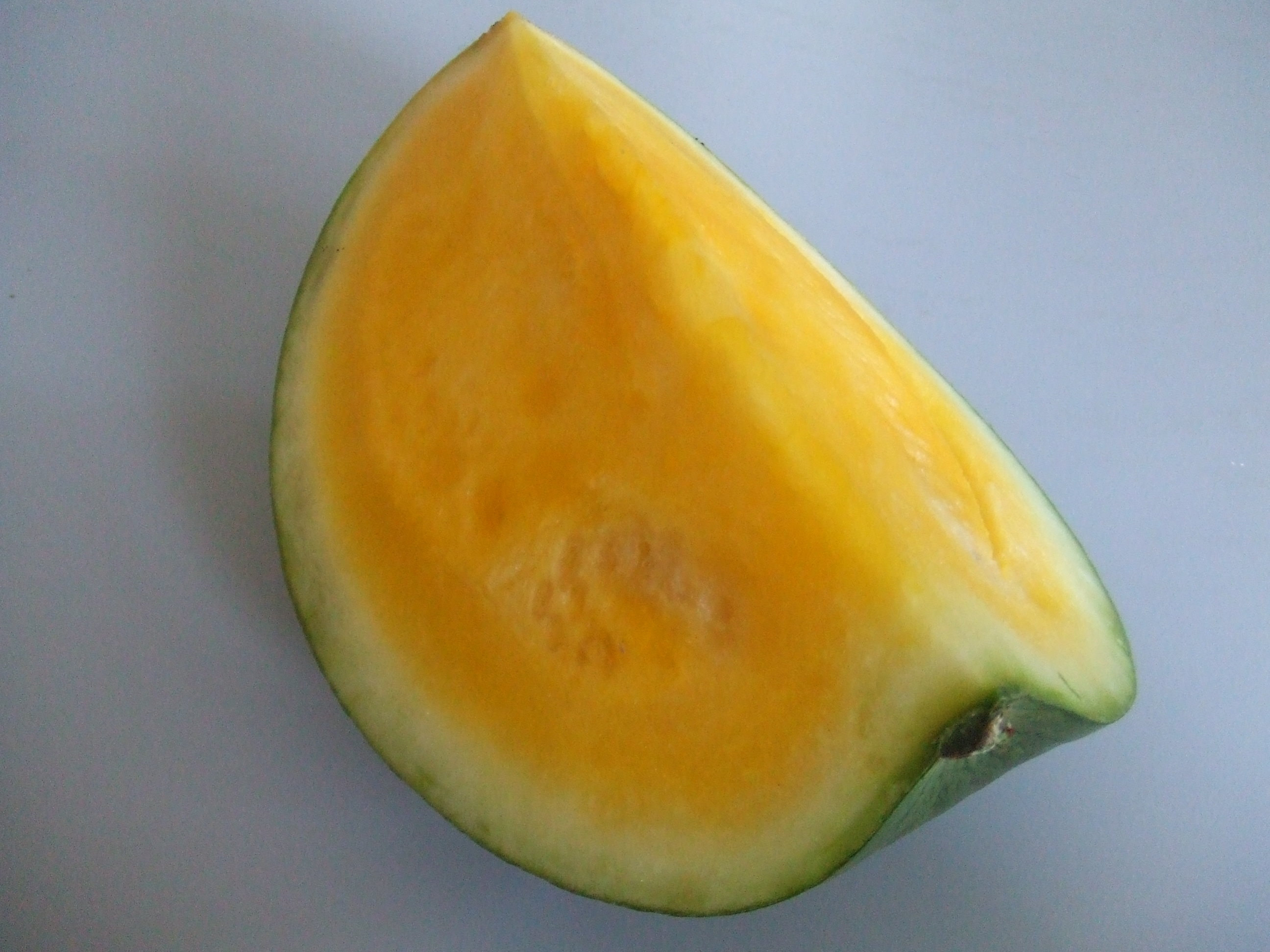
Watermeloen met geel vruchtvlees

Het vruchtvlees wordt meestal gegeten door eerst de meloen in grote stukken te snijden en dan het vruchtvlees in stukjes. Hierna wordt het vruchtvlees met een vork of lepel of met de hand gegeten. Watermeloen is rijk aan vocht. Men kan ervan eten en zo de dorst lessen. Aziaten roosteren en zouten de watermeloenpitten. Ook eet men gezuurde watermeloenschil.

## Symboliek

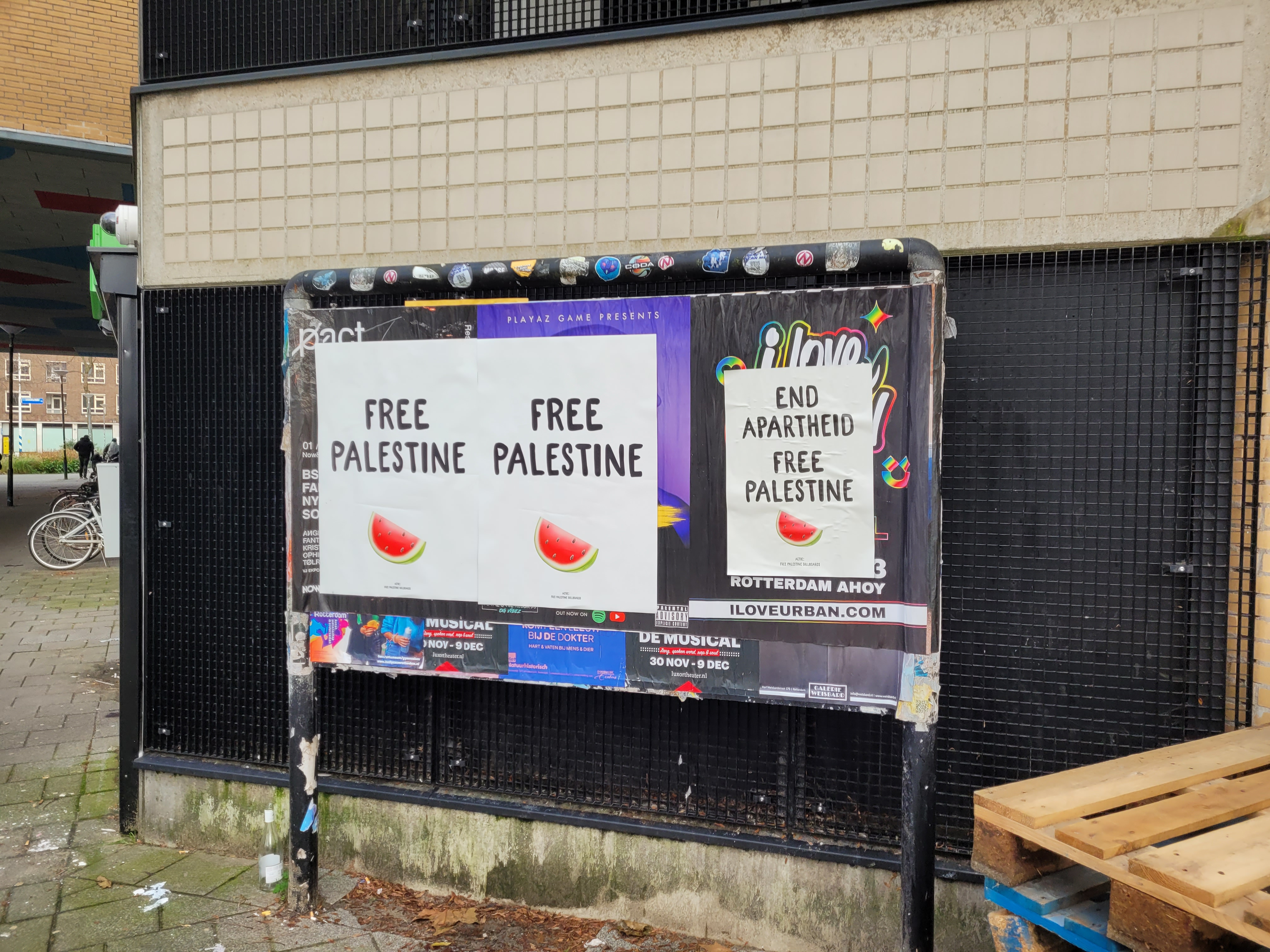
Gaza-rally Rotterdam 2023

De watermeloen wordt gebruikt als symbool voor uiteenlopende zaken, zoals de steun aan Palestina, de regio Cherson in Oekraïne  en ecosocialisme (als in 'groen aan de buitenkant, rood aan de binnenkant'). In de Verenigde Staten wordt de watermeloen van oudsher ook gebruikt als een racistisch stereotype voor Afro-Amerikanen.
Zeker vanaf 2007 is de afbeelding van een part van de watermeloen een steeds populairder symbool van de beweging voor een 'vrij Palestina' geworden. Toen schilderde Khaled Hourani The Colours of the Palestinian Flag. De watermeloen is groen, wit, rood en zwart heeft en dat zijn ook de kleuren van de Palestijnse vlag. De vlag én het uitsluitend gebruik in één kunstwerk van deze vier kleuren werden door Israël bij wet verboden. Tegenwoordig wordt het gebruik van dit symbool door sommige politieke partijen ook wel een 'hondenfluitje' genoemd, omdat het onschuldig overkomt maar eigenlijk steun voor de organisatie Hamas zou bedoelen en daarmee de vernietiging van de Israëlische staat.